# Сумба (пролив)
Су́мба (индон. Selat Sumba) — пролив в акватории Индонезии в группе Малых Зондских островов. Отделяет остров Сумба от основной Малой Зондской гряды. Соединяет море Саву с Индийским океаном.
Имеет существенное значение для судоходства. Части акватории пролива входят в состав различных национальных парков.

## Географическое положение
Пролив отделяет остров Сумба от основной гряды Малых Зондских островов, которая расположена к северу от него. Непосредственными соседями Сумбы через пролив являются сопоставимые с ним по величине острова Сумбава и Флорес, а также находящаяся между ними группа более мелких островов, наиболее значительной территорией среди которых обладают Комодо и Ринча.
В отличие от большинства других проливов этой части Индонезии, пересекающих Малую Зондскую гряду с севера на юг и соединяющих акватории двух океанов — Тихого и Индийского, Сумба вытянут строго с запада на восток и соединяет межостровное море Саву, относящееся к акватории Индийского океана, с основным водным пространством этого же океана. В северной части его акватория смыкается с акваториями межокеанских проливов Сапе, Линтах и Моло, проходящих, соответственно, между Сумбавой и Комодо, между Комодо и Ринчей и между Ринчей и Флоресом.
Сумба является самым широким из проливов Малых Зондских островов: его минимальная ширина — между крайней южной точкой Флореса и крайней северной точкой Сумбы — составляет не менее 45 км. Его южный, сумбавский берег имеет достаточно ровные очертания. Берега островов, образующих северное побережье, изрезаны несколько сильнее: наиболее крупные заливы и бухты имеются в юго-западной части Сумбавы.
Единственным островом, лежащим непосредственно в проливе Сумба, является Мулес (индон. Pulau Mules), находящийся в нескольких километрах к югу от флоресского побережья. В прибрежных участках акватории пролива имеются коралловые рифы.
В проливе проходит административная граница между индонезийскими провинциями Западные Малые Зондские острова и Восточные Малые Зондские острова. К первой из провинций относится остров Сумбава, ко второй — все прочие острова, выходящие на пролив с севера, а также Сумба. На северном и южном берегах пролива находится множество населённых пунктов сельского типа.

## Природные условия
Сумба является одним из наиболее глубоководных среди проливов акватории Малых Зондских островов: глубины в 2-3 км от берегов стабильно превышают 200 метров, а максимальная глубина составляет не менее 900 метров.
Сумба — самый тепловодный среди всех проливов гряды: в период северо-западных муссонов, дующих с января по март, средняя температура воды в его акватории составляет не менее 30 °C, что на 1-3 °C выше, чем в других проливах. Он также занимает первое место среди них по уровню солёности воды: не менее 35 ‰ против, соответственно, 33-34 ‰.
Несмотря на то, что Сумба, в отличие от большинства проливов гряды, не связывает между собой Тихий и Индийский океаны, он играет достаточно важную роль в системе Индонезийского потока — сложного комплекса океанских течений, который перемещает водные массы этих океанов в обоих направлениях. Он канализирует потоки, проходящие через море Банда, пролив Омбай и море Саву. Конфигурация и интенсивность этих потоков подвержены значительным сезонным колебаниям, однако в целом объём водных масс, движущихся из Тихого океана в Индийский, намного превосходит объём вод, перемещаемых в обратном направлении.
Ихтиофауна пролива весьма богата и разнообразна, здесь встречаются редкие биологические виды. Небольшой участок его акватории, непосредственно примыкающий к островам Комодо и Ринча, с начала 1990-х годов входит в состав Национального парка Комодо, включённого в список Всемирного наследия ЮНЕСКО. В 2009 году Министерство по морским делам и рыболовству Республики Индонезии объявило о создании во взаимодействии с Всемирным фондом дикой природы крупнейшего в Юго-Восточной Азии морского национального парка площадью более 35 тысяч км², охватывающего часть моря Саву и прилегающих акваторий, в том числе значительную часть пролива Сумба — сектор между берегами Флореса и Сумбы площадью более 5,5 тысяч км². Эта мера призвана обеспечить охрану китообразных, не менее 14 видов которых систематически курсируют через эти воды. Кроме того, предполагается, что создание национального парка обеспечит сохранность 336 видов рыб и более 500 видов кораллов, обитающих здесь.

## Экономическое и транспортное значение
Благодаря хорошим навигационным условиям — значительной ширине, глубоководности, отсутствию мелей — пролив Сумба активно используется для судоходства: здесь проходят маршруты, соединяющие порты юго-западного и юго-восточного побережья Индонезии. В ходе тихоокеанской кампании Второй мировой войны через него систематически ходили корабли военно-морских сил обеих сторон, в воздушном пространстве над проливом происходили воздушные бои. В январе 1942 года над проливом Сумба был сбит военно-транспортный самолёт британских ВВС Douglas DC-3. Его экипаж в составе четырёх человек, среди которых был австралийский мотогонщик, победитель первого в истории чемпионата мира по спидвею 1936 года Лайонел ван Праг, смог спастись, добравшись за 30 часов вплавь до сумбского берега.
Между берегами пролива налажено систематическое судоходное и паромное сообщение. Основные морские порты — Ваикело (индон. Waikelo) и Ваигнапу (индон. Waignapu) на острове Сумба, а также Нангалили (индон. Nangalili) на острове Флорес.
В тех частях акватории залива, которые не отнесены к пространству национальных парков, ведется активное рыболовство. Вылавливаются, в частности, полосатый тунец, малый восточный тунец, различные виды груперов.